# Santa Cruz Naranjo
Santa Cruz Naranjo – niewielka miejscowość na południowym wschodzie Gwatemali, w departamencie Santa Rosa. Według danych szacunkowych z 2012 roku liczba mieszkańców wynosiła 10 531 osób. 
Santa Cruz Naranjo leży około 20 km na północny zachód od stolicy departamentu – miasta Cuilapa. Miejscowość leży na wysokości 1126 metrów nad poziomem morza, w górach Sierra Madre de Chiapas, w odległości około 50 km od wybrzeża Pacyfiku. 

## Gmina Santa Cruz Naranjo
Miejscowość jest także siedzibą władz gminy o tej samej nazwie, która jest jedną z czternastu gmin w departamencie. W 2012 roku gmina liczyła 13 467 mieszkańców. Gmina jak na warunki Gwatemali jest niewielka, a jej powierzchnia obejmuje 97 km². 
Mieszkańcy gminy utrzymują się głównie z uprawy roli i rzemiosła artystycznego, jak na przykład wyrobem instrumentów muzycznych, wyrobów z drewna oraz ceramiki. W rolnictwie dominuje uprawa pszenicy i kukurydzy.  
Klimat gminy jest równikowy, według klasyfikacji Köppena, należy do klimatów tropikalnych monsunowych (Am), z wyraźną porą deszczową występującą od maja do października. Średnie roczne opady zawierają się w przedziale pomiędzy 2000 a 4000 mm.